# Зубата акула гладкошкіра
Зубата акула гладкошкіра (Centroscyllium kamoharai) — акула з роду Зубата акула родини Ліхтарні акули. Інша назва «чистотіла акула-собака».

## Опис
Загальна довжина досягає 60 см. Голова помірно довга. Морда коротка. Ніздрі великі та широкі. Очі великі, овальні. За ними є невеликі бризкальця. Рот дуже короткий, зігнутий. Зуби дрібні, з 3 верхівками та високою середньою верхівкою. Тулуб товстий, стиснутий з боків. Шкіряні зубчики розташовані не дуже часто, місцями тіло зовсім їх позбавлено. Грудні та черевні плавці маленькі. Відстань між грудними та черевними плавцями велике. Має 2 спинних плавця з дещо зігнутими, рифленими шипами. Задній спинний плавець більше за передній, шип на ньому довше за шип на передньому плавці. Черево довге. Анальний плавець відсутній. Хвостовий плавець відносно короткий та широкий.
Забарвлення чорне. Шипи на спинних плавцях світлі, майже білого кольору. Очі мають зеленувате забарвлення.

## Спосіб життя
Тримається на глибині від 730 до 1200 м. Здійснює добові міграції. Активний хижак. Живиться ракоподібними та невеликою костистою рибою, головоногими молюсками.
Статева зрілість настає при розмірах 42-44 см. Це яйцеживородна акула. Самиця народжує від 3 до 22 акуленят, зазвичай 12.

## Розповсюдження
Мешкає біля узбережжя о. Хонсю та в затоці Суруга-Бей (Японія), південно-східного та західного узбережжя Австралії.